# Францескос, Костас
Константи́нос Франце́скос (или Франдзе́скос; род. 4 января 1969 года в Афинах) — греческий футболист, выступавший на позиции полузащитника. Известен своим точным ударом со штрафного. За время карьеры забил множество голов со стандартов.

## Клубная карьера

### «Панатинаикос» и ОФИ
Будучи подростком, Костас играл за «Вулиагмени». Он начал свою профессиональную карьеру в «Панатинаикосе» после того, как скауты обнаружили его в 1990 году. Он очень быстро адаптировался и вскоре дебютировал в чемпионате, он провёл удачный сезон, оформив с «Панатинаикосом» «золотой дубль». Он сыграл более ста матчей за «зелёных», в том числе 11 еврокубковых игр, выиграл один чемпионат и три кубка.
В 1994 году он перешёл в ОФИ и провёл там два сезона под руководством тренера Эгена Герардса, к которому он до сих пор относится с высоким уважением. Он сыграл 72 матча чемпионата, став одним из ключевых полузащитников критской команды.

### ПАОК
В 1997 году Францескос покинул ОФИ ради ПАОКа. Тогда будущий владелец ПАОКа Йоргос Бататудис купил в команду ряд греческих звёздных игроков, в том числе Сизиса Вризаса, Василиса Борбокиса, Теодороса Загоракиса и других. Францескос полюбился болельщикам ПАОКа за свои многочисленные важные голы, особенно победный мяч в игре против «Арсенала» на стадионе «Тумба» в первом матче первого раунда Кубка УЕФА 1997/98. В итоге ПАОК прошёл соперника со счётом 2:1 по сумме двух матчей. Он сыграл более ста матчей и забил 54 гола за ПАОК во время своего трёхлетнего пребывания в клубе. Он также сыграл 12 матчей в Кубке УЕФА, забив 6 мячей. Его достойные выступления помогли ему хорошо зарекомендовать себя в Европе, особенно после еврокубковых матчей за ПАОК.

### Дальнейшая карьера
В 2000 году 31-летний Костас покинул ПАОК, перейдя в менее известную «Каламату», с которой боролся за выживание в первом дивизионе. Его пребывание там было довольно коротким, он так и не смог предотвратить вылет клуба из элиты. В следующем году он перешёл в «Ионикос», с этим клубом он также боролся за выживание. Сыграв ещё меньше матчей, чем в предыдущем сезоне, Францескос решил попробовать свои силы в чемпионате Кипра. Он подписал контракт с «АЕК Ларнака» и частично восстановил форму. Однако в 2003 году он вернулся в Грецию, сыграл половину сезона за «Арис», а другую половину — за «Проодефтики». В 2003/04 сезоне «Арис» едва избежал вылета, но «Проодефтики» повезло меньше. Францескос закончил свою 15-летнюю карьеру в 2005 году, сыграв один сезон во втором дивизионе.

## Национальная сборная
Францескос дебютировал за сборную в 1992 году в товарищеском матче против Кипра на стадионе «Кафтанзоглу», Кипр победил со счётом 2:3. Он сделал вклад в успех команды, которая квалифицировалась на чемпионат мира по футболу 1994 года. Он закончил карьеру в сборной в 2000 году, опять же после товарищеского матча, на этот раз против Австрии в Каламате. Он сыграл в общей сложности 38 матчей за Грецию, забив 7 мячей.

## Штрафные удары
Францескос — левша. Он удерживает рекорд Греции по количеству голов, забитых с прямых свободных ударов. Его часто называли одним из лучших исполнителей штрафных в Европе, особенно в период игры за ПАОК. Он даже реализовал несколько в Кубке УЕФА, в частности дважды забивал со штрафного в ворота «Атлетико Мадрид» как дома, так и на выезде. Он продолжал забивать со штрафных до конца карьеры, в том числе за «Проодефтики». Он также удерживает довольно необычный рекорд, будучи единственным игроком в Греции, который оформил хет-трик со свободных ударов, это случилось в последнем матче сезона 1996/97, ПАОК играл против «Кастории». Парадоксально, что Францескос часто не реализовывал пенальти, в одном из интервью он сказал: 
В следующий раз, когда мы заработаем пенальти, и они захотят, чтобы я исполнил его, я попрошу стеночку.

## Достижения
«Панатинаикос»
- Чемпионат Греции (1): 1990/91
- Кубок Греции (3): 1990/91, 1992/93, 1993/94